# Ko Bergman
Jacobus Frederik Theodorus Bergman spesso nominato come Ko o Co (Amsterdam, 16 dicembre 1913 – Hellendoorn, 19 novembre 1982) è stato un calciatore olandese, soprannominato de Rode Kater.
Ha giocato per la Nazionale olandese otto partite, segnando cinque gol. L'esordio è avvenuto il 31 ottobre 1937 contro la Francia (2-3) e ha terminato la sua carriera con la Nazionale il 26 aprile 1947, sempre contro i francesi, perdendo nuovamente (0-4).